# سیلویا تورتوسا
سیلویا تورتوسا (اسپانیایی: Silvia Tortosa‎؛ ۸ مارس ۱۹۴۷ – ۲۳ مارس ۲۰۲۴) بازیگر اهل اسپانیا بود. او از سال ۱۹۶۶ در بیش از شصت فیلم ظاهر شده بود.
از فیلم‌ها یا مجموعه‌های تلویزیونی که وی در آنها نقش داشته‌است می‌توان به ماه سیاه اشاره کرد.